# Katapa
Katapa era una ciutat de la Terra Alta Hitita de certa importància militar i religiosa.
Va ser inclosa entre les ciutats cedides a Hattusilis per son germà Muwatallis II, amb les quals es va formar el regne vassall d'Hakpis, pensat per aturar les invasions dels kashka a territori hitita.
De vegades, el Gran Rei hitita passava l'hivern en aquesta ciutat. Durant un temps estava situada molt a prop de la frontera amb els territoris dels kashka i un Senyor de la torre (un comandant de frontera) hi tenia la seu. Se sap que a la ciutat hi havia un palau dels avantpassats, una residència reial, temples i magatzems de gra.